# Ozark megye
Ozark megye az Amerikai Egyesült Államokban, azon belül Missouri államban található. Megyeszékhelye és legnagyobb városa Gainesville. Lakosainak száma 8553 fő (2020. április 1.). Ozark megye Douglas, Baxter, Marion, Howell, Taney és Fulton megyékkel határos.

## Népesség
A megye népességének változása:
| Lakosok száma | 9736 | 9655 | 9641 | 9560 | 9409 | 8553 |
|               | 2010 | 2011 | 2012 | 2013 | 2015 | 2020 |